# Serjilla

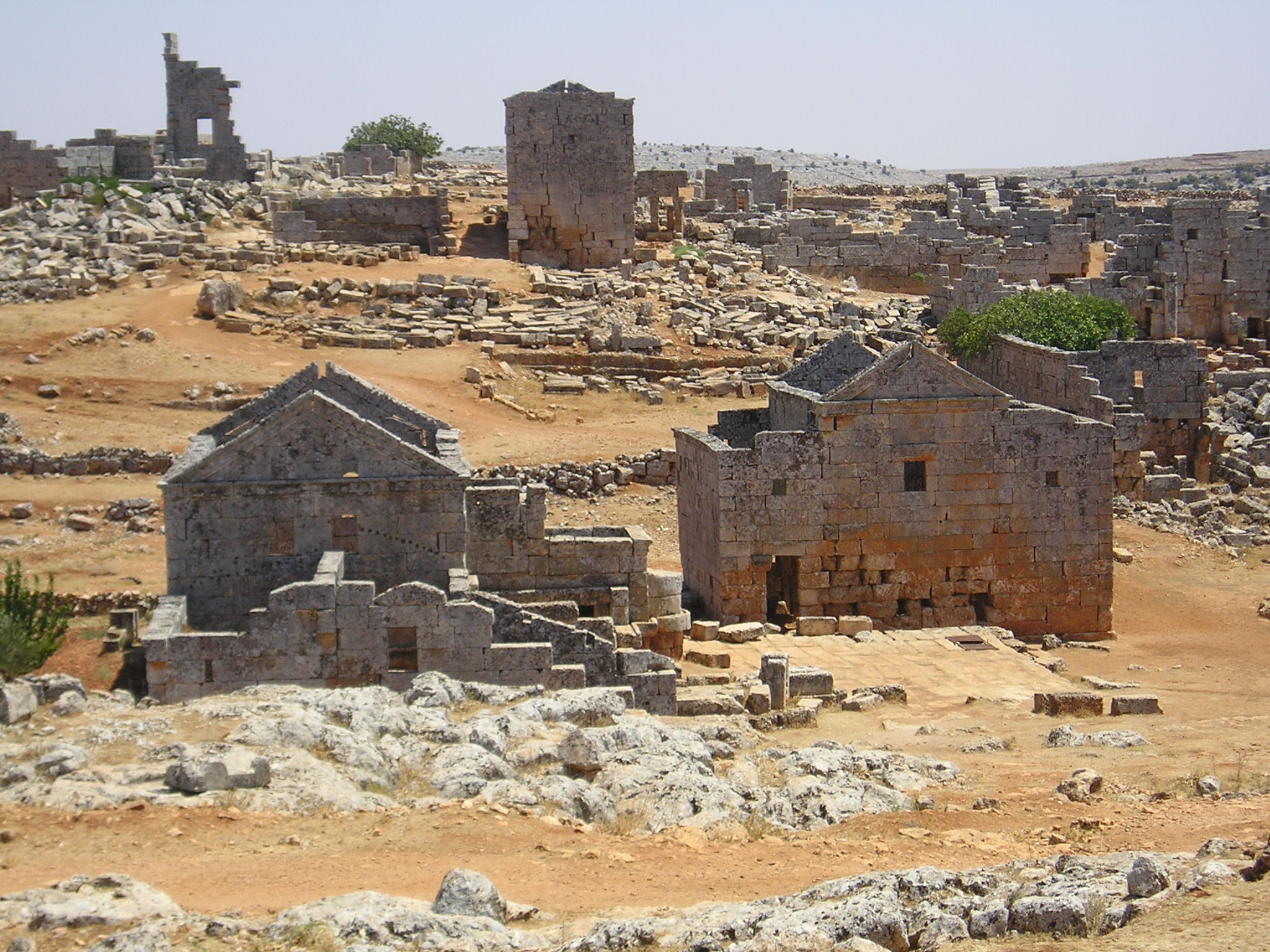
Links das Badehaus, rechts versetzt daneben das Andron

Serjilla (seltener Serdjilla, Sirdjilla, arabisch سرجيلا, DMG Sirǧīlā) war eine frühbyzantinische Siedlung im nordsyrischen Kalksteinmassiv im Nordwesten von Syrien. Die sehr gut erhaltenen herrschaftlichen Wohngebäude aus dem 5. und 6. Jahrhundert n. Chr. machen Serjilla zur bekanntesten der Toten Städte.

## Lage

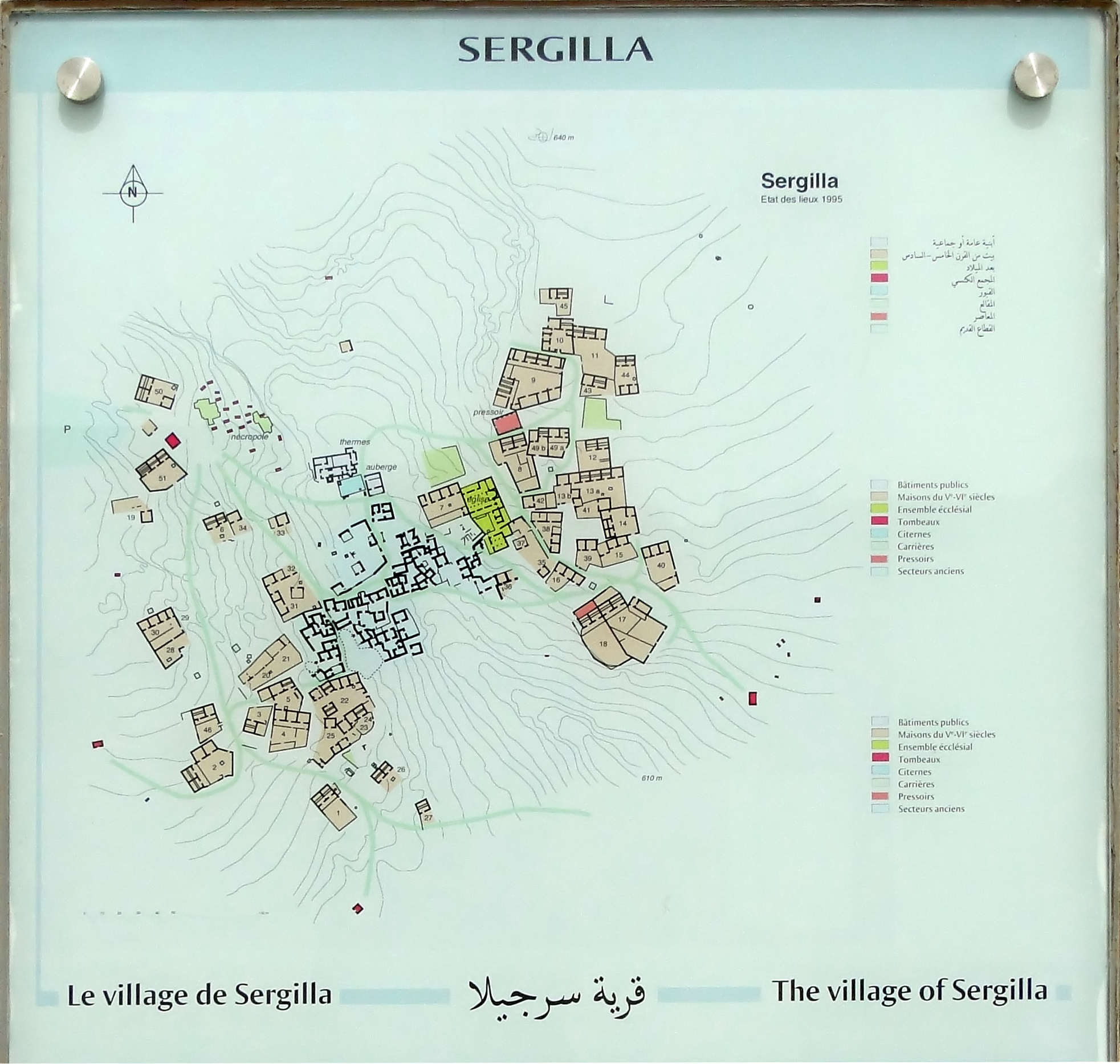
Plan des Ruinengeländes. Zugang vom linken oberen Bildrand

Serjilla liegt im Gouvernement Idlib auf etwa 700 Meter Höhe im kargen und dünn besiedelten Hügelland des Dschebel Zawiye (auch Dschebel Riha). Der Ort liegt etwa 35 Kilometer südlich von Idlib und ist über Ariha erreichbar. Alternativ führt von Maarat an-Numan eine Straße nach Westen über die Kleinstadt Kafr Nabl (zehn Kilometer) und nach weiteren sechs Kilometern vorbei an den kleineren antiken Siedlungen Btirsa und Muglaya (Muğleyya). Dort zweigt eine Straße nach Norden ab, erreicht nach zwei Kilometern Ba'uda, das an einem Pyramidengrab erkennbar ist, und nach weiteren zwei Kilometern Serjilla. Die große frühbyzantinische Stadt al-Bara liegt auf einer neuen Straße vier Kilometer nordwestlich. Vom Busparkplatz ist die Ruinenstätte in einer weiten Talsenke zu überblicken.

## Stadtbild
Im Zentrum des Ortes, dessen Geschichte in der Mitte des 4. Jahrhunderts beginnt und nach dem 7. Jahrhundert endet, liegen die beiden am besten erhaltenen Gebäude nebeneinander. Sie stammen aus dem 5. Jahrhundert und bilden einen öffentlichen Gebäudekomplex. In der Bauform entsprechen sie den großen privaten Villen, also zweigeschossigen, aus Kalksteinquadern massiv und fugenlos geschichteten Giebelhäusern. Es gibt die allgemeine Unterscheidung, dass Privathäuser sich normalerweise zu einem, von einer hohen Mauer umgebenen Innenhof öffnen, während sich die Eingänge öffentlicher Gebäude zur Straße orientieren. 

### Öffentliche Gebäude
Die beiden Häuser wurden in den 1860er Jahren von Melchior Comte de Vogüé untersucht und haben sich seither in ihrem Erhaltungszustand kaum verändert.

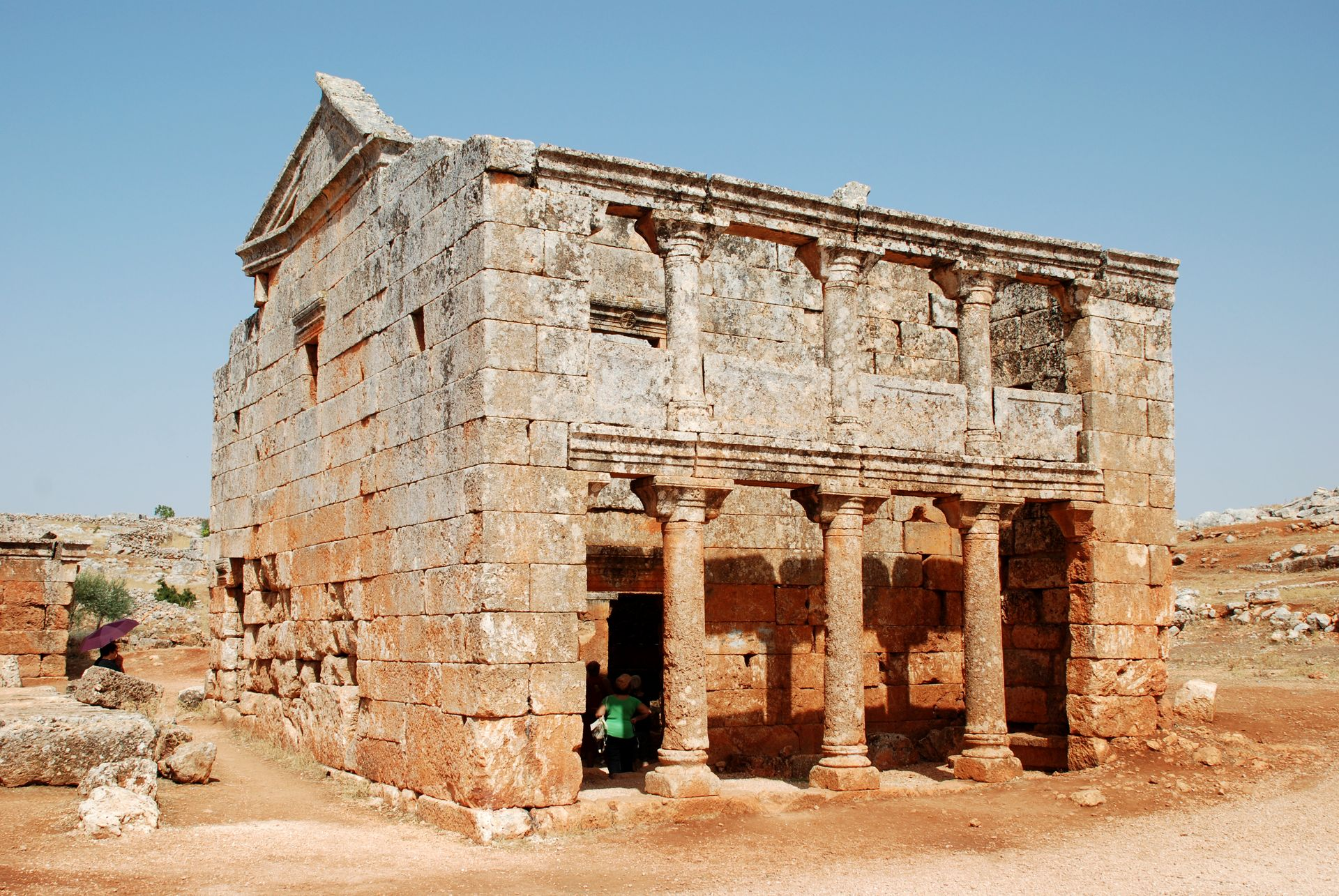
Südseite des Andron. Säulen mit „syrischen Kapitellen“

Das Andron mit der Funktion eines Gemeinschafts- und Gasthauses für Männer besaß im Erdgeschoss einen Vorratsraum oder Stall und im Obergeschoss einen großen ungeteilten Raum, der als Versammlungsraum genutzt wurde. Der südlichen Eingangsseite ist ein zweigeschossiger Portikus mit geschlossenen Seitenwänden und drei Säulen vorgestellt. Säulenportiken an Häusern sind im 5. und 6. Jahrhundert typisch für das Gebiet des Dschebel Zawiye, während im Norden des Kalksteinmassivs zumindest die unteren Architrave von Pfeilern getragen wurden. Die Säulen sind auf jeder Etage von einfachen dorischen Kapitellen bekrönt, die in einer besonderen Stilvariante mit seitlich plastisch hervortretenden Verbreiterungen ausgebildet sind. Dieser lokale Kapitellstil wurde von Howard Crosby Butler als „syrisch“ bezeichnet. Das syrische Kapitell war Wohngebäuden vorbehalten, an Kirchen kommt es nur in Btirsa und an der  Südkirche von Ruweiha vor. Butler hielt sich erstmals im Rahmen der amerikanischen Expedition 1899/1900 kurz in Serjilla auf. Bei seinem nächsten Besuch 1904/1905 nahm er detaillierte Untersuchungen vor.
Das angrenzende und in derselben Richtung orientierte Badehaus kann nach einem Mosaikfußbodenrest, den Butler 1900 fand, zeitlich eingeordnet werden. Das Mosaik zeigt einen Granatapfelbaum in einer etwas provinzielleren Darstellung als ein vergleichbares Mosaikmotiv, das in der Eliaskirche im jordanischen Madaba gefunden wurde. Es trägt das Datum 784 der seleukidischen Ära, was 473 n. Chr. entspricht. In der Nordhälfte der Therme lagen ein Aufenthalts- und ein Umkleideraum, im nur noch in geringen Resten erhaltenen Südteil eine Abfolge von Warm- und Kaltwasserbädern. Außerhalb befand sich eine Zisterne. Der nördliche Gebäudeteil mit dem noch aufrecht stehenden Giebel besaß ein Satteldach, das Flachdach des südlichen Anbaus war mit Steinplatten gedeckt. Stifter des Bades waren ein Julianos und seine Frau Donna.
Die rechteckigen Fenster der Westseite haben keine Rahmengestaltung, dafür sind zwei beieinander liegende Rundbogenfenster an der Ostseite von einem Profilband umrahmt, das über die Fenster hinweg läuft, an der unteren Ecke der Fenster rechtwinklig in die Horizontale umknickt und nach einer kurzen Strecke abbricht. Hier zeigt sich, wie die Gestaltung der Kirchen auch Profanbauten beeinflussen konnte. So wurden an gleichzeitig entstandenen Kirchen die Ostfenster am Altar gegenüber den anderen Fenstern hervorgehoben. Die Betonung dieser Fenster spricht dafür, dass darunter der Haupteingang zu den Thermen lag.

### Privathäuser
Auch viele der übrigen Profanbauten demonstrieren den Wohlstand und den städtischen Charakter des Ortes. Ungewöhnlich ist die reiche Gestaltung der Fassade mit Gesimsbändern und Fensterrahmen am Haus Nr. 18, das in einem etwas höheren, vom Eingang aus hinteren Ortsteil liegt. Das Gebäude hatte einen zweigeschossigen Vorbau an der Südseite, wovon sich die gesamte untere Säulenstellung in situ befindet. Sein Zustand hat sich seit der Beschreibung von Butler um 1900 nicht verändert. Die Kapitellvarianten der oberen Portikussäulen entsprechen denen der Kirche von Muglaya, somit wurde das Haus wahrscheinlich Ende des 5. Jahrhunderts erbaut. Allgemein entstanden die ersten Privathäuser mit Gesimsen an den Außenwänden im Dschebel Zawiye erst nach der Mitte des 5. Jahrhunderts. Das Haus Nr. 17 unterhalb stammt aus dem 6. Jahrhundert.
Die Residenzen Nr. 2 und Nr. 9 besaßen ebenfalls eine Vorhalle im Süden. Von Nr. 2 sind eine Säule mit Kapitell und Architravstein und die Fassade bis zum oberen Gesims erhalten. Am Haus Nr. 9 stehen zwei untere Säulen mit Architrav und im Nordwesten und Osten Teile der Außenwände. Die Säulenkapitelle sind toskanische Varianten.
Eine Besonderheit Serjillas sind neben einigen Fenstern kleine, von einem Profil eingerahmte Rundnischen in den Außenwänden, in die wohl Lampen gestellt wurden.

### Kirche
Die dreischiffige Basilika von Serjilla entspricht in ihrer Größe und der Form der Apsis den Kirchen der Nachbarorte Dalloza und Muglaya. Auf den jeweils sechs Säulen der Mittelschiffhochwände lagen „arcuated lintels“ (Architravsteine, die an der Unterseite bogenförmig ausgehauen sind). Es gab zwei Eingänge in der Südwand, zwei in der Nordwand und mindestens eine Tür an der Westseite. Jeweils eine Tür im Süden und Norden besaß einen Portikus.
Die halbrunde Apsis lag innerhalb einer an der Außenseite geraden Ostwand und war von seitlichen rechteckigen Nebenräumen flankiert. Der nördliche von beiden diente als Martyrion (Reliquienkammer), der südliche Nebenraum war durch eine Tür mit dem Seitenschiff und eine andere direkt mit dem Altarraum verbunden und ist somit als Diakonikon kenntlich. Zumindest für diesen einen Nebenraum – bei anderen vergleichbaren Kirchen (wie in Jerada) für beide – ist eine ursprünglich zweigeschossige Höhe gesichert.	
In einer späteren Bauphase erhielten die Nordseite und der dortige Apsisnebenraum eine transeptartige Erweiterung. Von den Wänden blieben der Südteil der Apsis bis in Höhe des Apsisinnengesimses, die Außenwände des Martyrions, der östliche Teil der Südfassade bis zur Traufe und einige Steinlagen der Nordwand erhalten. Am Boden liegend wurden fünf toskanische Säulenkapitelle gefunden, davon vier mit profiliertem und eines mit glattem Echinus. Butler datierte die Kirche in die Mitte des 5. Jahrhunderts und die Erweiterungen an dessen Ende.